# 밀양향교
밀양향교(密陽鄕校)는 대한민국 경상남도 밀양시 교동에 있는 향교이다. 1983년 8월 12일 경상남도의 유형문화재 제214호로 지정되었다.

## 개요
이 밀양향교(密陽鄕校)는 서기 1100년경에 창건되었다고 전하고 있는데, 밀성(密城) 손(孫)씨 집성마을로 전통가옥이 밀집해 있는 교동(校洞)마을 뒤 경사지에 위치하고 있다. 선조 25년(1602년) 현재의 위치에 부사(府使) 최기(崔沂)가 중건(重建)하였고, 특히 대성전(大成殿)은 순조 21년(1821년) 부사 이현시(李玄始)가 중수(重修)하여 오늘에 이르고 있다. 건물의 구성은 대성전(大成殿), 동무(東蕪), 서무(西蕪), 내삼문(內三門), 명륜당(明倫堂), 동재(東齋), 서재(西齋), 풍화루(風化樓) 등이 있고, 건물 배치형식은 경사지에 이축선(二軸線) 전학후묘(前學後廟) 병렬형 배치이다. 문묘부(文廟部)의 중심축과 교당(校堂部)의 중심축이 완전하게 평행하지는 않지만 대성전과 내삼문을 잇는 중심축의 양무(兩蕪)가 대칭으로 배치되어 있고, 명륜당과 풍화루를 잇는 중심축에 양재(兩齋)가 대칭으로 배치되어 있다.

## 대성전

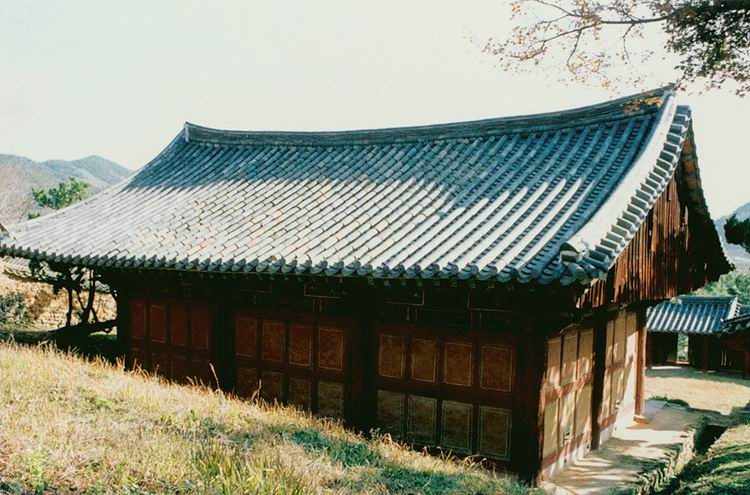
대성전 배후면 (문화재청)

대성전에는 공자(孔子)를 주향(主享)하고 사성(四聖)과 송조6년(宋朝六賢)중 2위(位), 신라(新羅) 2위(位), 고려(高麗) 2위(位)를 배향(配享)하였고, 동서 양무(兩蕪)에 조선(朝鮮)의 14위(位)를 봉안하여 춘추로 석존(釋尊)을 봉행하고 있다.
대성전은 정면 3칸, 측면 2칸의 맞배지붕이고 5량(樑) 구조에 1출목(出目) 2결구(結構)를 하였으며, 전퇴(前退)가 없고 전면 3칸의 안쪽으로 열리는 쌍여닫이 통판문(通板門)을 달았고 내부 바닥은 장마루로 개조(改造)했다. 동무와 서무는 정면 3칸, 측면 1칸의 맞배지붕이며, 삼량(三樑)구조의 초익공(初翼工) 결구이고 가운데 칸에 안쪽으로 열리는 쌍여닫이 판장문을 하였고 양 협간의 전면에는 채광을 위한 붙박이 살창을 달았다. 동쪽 끝 2칸은 전사실(典祀室)로 사용하고 있다.

## 명륜당

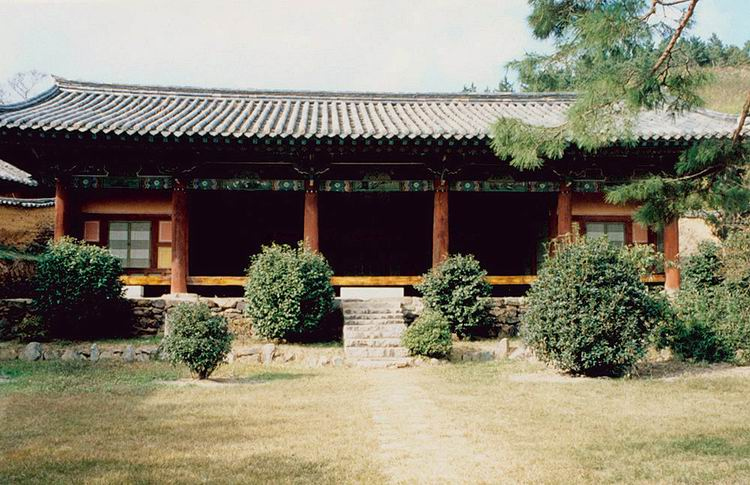
명륜당 (문화재청)

명륜당은 정면 5칸, 측면 2칸의 맞배지붕이고 5량(五樑)구조에 2출목 2익공 결구를 하였고 양협칸은 방으로 하고 가운데 3칸은 대칭으로 하였으며 전퇴가 개방되었고 넓고 전망이 좋은 대청공간을 형성하였다. 동재와 서재는 정면 5칸, 측면 1.5칸의 맞배 지붕이고 3량구조에 민도리집이며, 명륜당을 중심으로 양재의 배치 및 평면구성은 명륜당쪽에서부터 방 1칸, 대청 2칸, 방 2칸으로 되었고 전퇴를 개방 하였다. 동서재의 남쪽 측면에 퇴마루를 두고 상부에 별도 지붕을 설치 하였다.

## 풍화루
풍화루는 정면 3칸, 측면 2칸의 팔작(八作)지붕 2층 누각이고 5량구조에 초익공결구를 하였다. 정문은 아래층의 가운데 1칸만 출입문을 달았고 상부 누마루에는 계자각난간(鷄子脚欄干)을 설치하였다. 마을의 윗쪽 막다른 골목에 향교로 들어가는 입구에 정면 3칸의 맞배지붕의 솟을대문이 있고 가운데 1칸에만 출입문이 있다.

## 참고 자료
- 밀양향교 - 국가유산청 국가유산포털
- 이 문서에는 문화재청에서 공공누리 제1유형으로 배포된 자료를 바탕으로 한 내용이 포함되어 있습니다.